# Stadion LFF
Stadion LFF (lit. LFF stadionas) – stadion piłkarski w Wilnie, na Litwie. Stadion ma pojemność 5422 osób i spełnia wymogi kategorii 3 UEFA.

## Historia
Zbudowany w latach 2002-2004 na miejscu starego stadionu drużyny Lokomotyvas Wilno. Początkowo był stadionem Vėtry, znanym wówczas pod nazwą Vetros. Po upadku klubu w 2010 roku, obiekt trafił do litewskiej federacji piłkarskiej, która z pieniędzy FIFA dla krajów rozwijających się piłkarsko przeprowadziła gruntowną modernizację. Między innymi zainstalowano sztuczną murawę, a także zamocowano tablicę świetlną. Dzięki temu swoje mecze może rozgrywać tu reprezentacja Litwy. Nazwa obiektu została zmieniona na LFF Stadion. W 2015 roku położono murawę najwyższej kategorii. Od 2011 roku jest również areną dla Žalgirisu Wilno. W 2013 roku ze stadionu korzystała również I-ligowa wówczas Polonia Wilno. Od 2014 roku, czyli od czasu awansu do A lyga z obiektu korzysta również zespół FK Trakai.